# Chumbo
O chumbo (do latim plumbum) é um elemento químico de símbolo Pb, número atómico 82 (82 prótons e 82 elétrons), com massa atómica igual a 207,2 u, pertencente ao grupo 14 (anteriormente conhecido como IVA) da classificação periódica dos elementos químicos. À temperatura ambiente, o chumbo encontra-se no estado sólido.
É um metal tóxico, denso, macio, maleável e mau condutor de eletricidade. Apresenta coloração branco-azulada quando recentemente cortado, porém adquire coloração acinzentada quando exposto ao ar. É usado na construção civil, baterias de ácido, em munição, proteção contra raios-X e raios gamma e forma parte de ligas metálicas para a produção de soldas, fusíveis, revestimentos de cabos elétricos, materiais antifricção, metais de tipografia, etc. O chumbo tem o número atômico mais elevado entre todos os elementos estáveis.
É um metal conhecido e usado desde a antiguidade. Suspeita-se que este metal já fosse trabalhado há 7 000 anos, utilizado pelos egípcios sendo parte de ligas metálicas devido suas características e pelos romanos como componentes de tintas e cosméticos.

## Características principais
O chumbo é um metal pesado (densidade relativa de 11,4 a 16 °C), de coloração branca-azulada, tornando-se acinzentado quando exposto ao ar. Muito macio, altamente maleável, baixa condutividade elétrica e altamente resistente à corrosão. O chumbo se funde com facilidade (327,4 °C), com temperatura de vaporização a 1 725 °C. Os estados de oxidação que pode apresentar são 2 e 4. É relativamente resistente ao ataque dos ácidos sulfúrico e clorídrico, porém se dissolve lentamente em ácido nítrico. O chumbo é um anfótero, já que forma sais de chumbo dos ácidos, assim como sais metálicos do ácido plúmbico. O chumbo forma muitos sais, óxidos e compostos organoplúmbicos. Sua Massa Molar é de 207,19. Sua Solubilidade em água à 25 °C é de 9 580 mg/L. Seu KOW é de 0,73. Sua pressão de vapor à 25 °C é de 3,02E-009 mm Hg. Sua constante de Henry é de 0,0245 atm-m³/mole.

## Aplicações
O mais amplo uso do chumbo é na fabricação de acumuladores. Outras aplicações importantes são na fabricação de forros para cabos, elemento de construção civil, pigmentos, soldas suaves e munições. A fabricação de chumbo tetra etílico (TEL) vem caindo muito em função de regulamentações ambientais cada vez mais restritivas no mundo no que se diz respeito à sua principal aplicação que é como aditivo na gasolina. No caso do Brasil desde 1978 este aditivo deixou de ser usado como antidetonante.
Têm-se desenvolvido compostos organoplúmbicos para aplicações como catalisadores na fabricação de espumas de poliuretano, como tóxico para as pinturas navais com a finalidade de inibir a incrustação nos cascos, agentes biocidas contra as bactérias granpositivas, proteção da madeira contra o ataque das brocas e fungos marinhos, preservadores para o algodão contra a decomposição e do mofo, agentes molusquicidas, agentes anti-helmínticos, agentes redutores do desgaste nos lubrificantes e inibidores da corrosão do aço.
Graças à sua excelente resistência à corrosão, o chumbo encontra muitas aplicações na indústria da construção civil e, principalmente, na indústria química. É resistente ao ataque de muitos ácidos, porque forma seu próprio revestimento protetor de óxido. Como consequência desta característica, o chumbo é muito utilizado na fabricação e manejo do ácido sulfúrico.
Durante muito tempo se tem empregado o chumbo como manta protetora para os aparelhos de raio-X e raios gamma. Em virtude das aplicações cada vez mais intensas da energia atômica, torna-se cada vez mais importante as aplicações do chumbo como blindagem contra a radiação.
Sua utilização como forro para cabos de telefone e de televisão segue sendo uma forma de emprego adequada para o chumbo. A ductilidade única do chumbo o torna particularmente apropriado para esta aplicação, porque pode ser estirado para formar um revestimento contínuo em torno dos condutores internos.
O uso de chumbo em pigmentos tem sido muito importante, porém a sua utilização tem diminuído muito. O pigmento, que contém este elemento, é o branco de chumbo, 2PbCO3 .Pb(OH)2; outros pigmentos importantes são o sulfato básico de chumbo e os cromatos de chumbo.
Utiliza-se uma grande variedade de compostos de chumbo, como os silicatos, os carbonatos e os sais de ácidos orgânicos, como estabilizadores contra o calor e a luz para os plásticos de cloreto de polivinila (PVC). Usam-se silicatos de chumbo para a fabricação de vidros e cerâmicas. O nitreto de chumbo, Pb(N3)2, é um detonador padrão para os explosivos. Os arseniatos de chumbo são empregados em grande quantidades como inseticidas para a proteção dos cultivos. O litargírio (óxido de chumbo) é muito empregado para melhorar as propriedades magnéticas dos imãs de cerâmica de ferrita de bário.
O chumbo forma ligas com muitos metais e, em geral, é empregado nesta forma na maior parte de suas aplicações. Todas as ligas metálicas formadas com estanho, cobre, arsênio, antimônio, bismuto, cádmio e sódio apresentam importantes aplicações industriais (soldas, fusíveis, material de tipografia, material de antifricção, revestimentos de cabos elétricos, etc.).
Uma mistura de zirgonato de chumbo e de titanato de chumbo, conhecida como PZT, está sendo posta no mercado como um material piezoelétrico.

## História
Acredita-se que a fundição do chumbo começou há 9 000 anos e o artefato mais antigo é uma estatueta encontrada no templo de Osíris e datado em cerca de 3 800 a.C.
Por volta de 3 000 a.C. há evidências que os Chineses já produziam este metal. Há indícios, também, que os fenícios exploravam o chumbo em 2 000 a.C. Encanamentos de chumbo com as insígnias de imperadores romanos, de 300 a.C., ainda estão em serviço. Os alquimistas achavam que o chumbo era o mais velho dos metais e associavam este metal ao planeta Saturno. A partir de 700 os germânicos iniciaram a exploração deste metal, juntamente com a da prata, nas minas existentes nas montanhas de Hartz, no vale do Reno e na Boêmia a partir do século XIII. Na Grã-Bretanha, a partir do século XVII, principalmente nas regiões de Derbyshire e Gales as indústrias de fundições deste metal prosperaram.
O símbolo “Pb” do chumbo é uma abreviatura do nome latino plumbum.

## Compostos
Alguns compostos de chumbo
- Fluoreto:Fluoreto de chumbo(II)
- Cloreto: Cloreto de chumbo(II)
- Brometo: Brometo de chumbo(II)
- Iodeto: Iodeto de chumbo(II)
- Hidreto: Hidreto de chumbo(IV)

## Ocorrência e obtenção

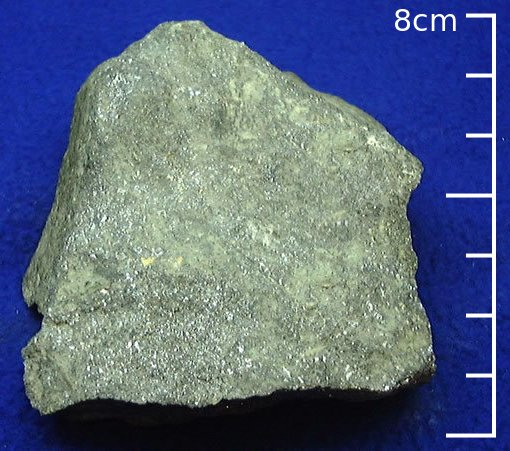
Minério de chumbo

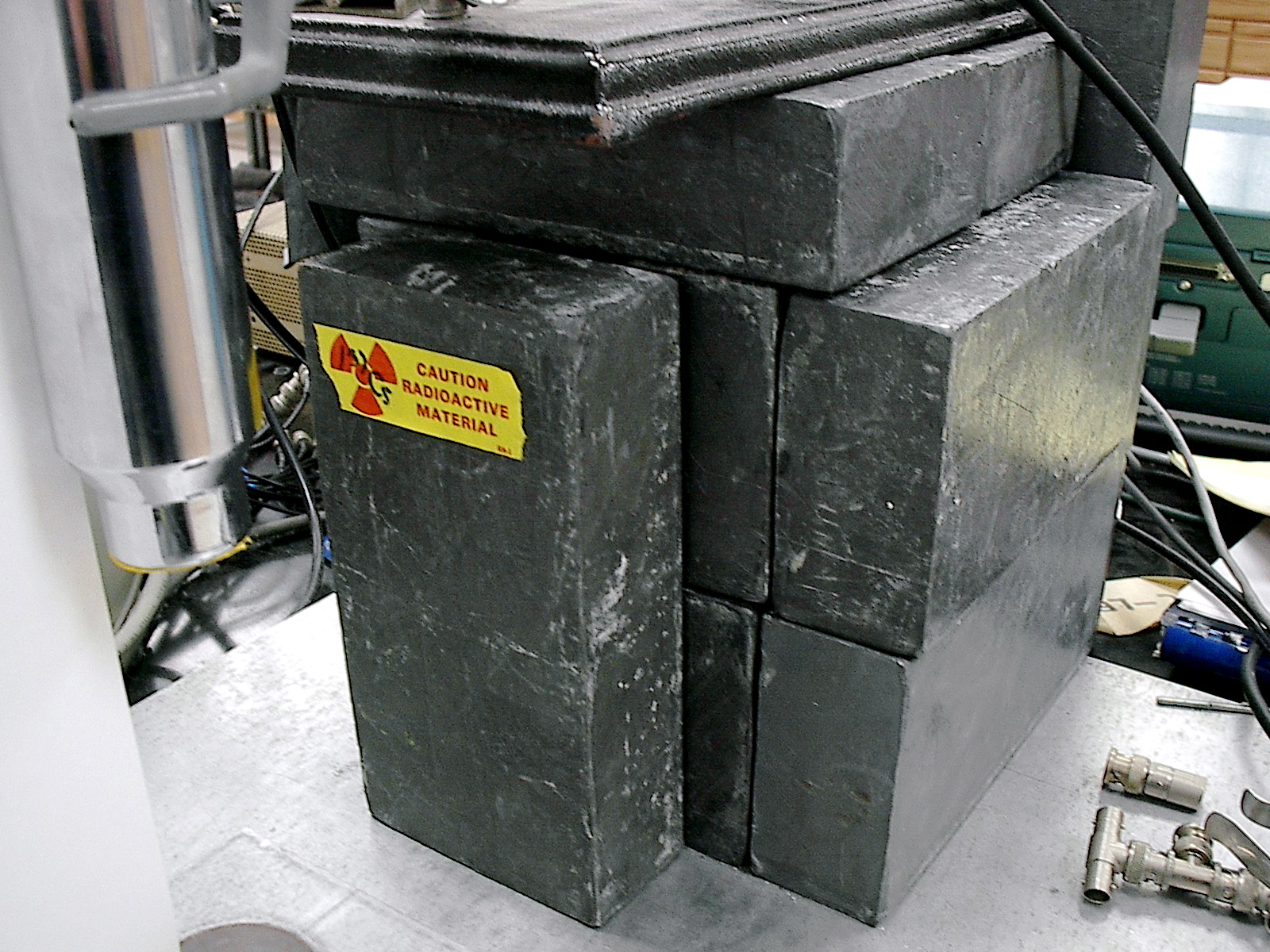
Tijolos de chumbo (com 4% de antimônio em sua composição) são usados como proteção contra radiação.

O chumbo raramente é encontrado no seu estado elementar. O mineral de chumbo mais comum é o sulfeto denominado de galena (com 86,6% deste metal). Outros minerais de importância comercial são o carbonato (cerusita) e o sulfato (anglesita), que são mais raros. Geralmente é encontrado com minerais de zinco, prata e, em maior abundância, de cobre. Também é encontrado chumbo em vários minerais de urânio e de tório, já que vem diretamente da desintegração radioativa destes radioisótopos. Os minerais comerciais podem conter pouco chumbo (3%), porém o mais comum é em torno de 10%. Os minerais são concentrados até alcançarem um conteúdo de 40% ou mais de chumbo antes de serem fundidos.
Através da ustulação do minério de chumbo, galena, obtém-se como produto o óxido de chumbo que, num alto forno, é reduzido com a utilização de coque, fundente e óxido de ferro. O chumbo bruto obtido é separado da escória por flotação. A seguir, é refinado para a retirada das impurezas metálicas, que pode ser por destilação. Desta forma pode-se obter chumbo com uma pureza elevada (99,99%).
Os principais depósitos de minérios de chumbo estão localizados nos Estados Unidos, Austrália, Canadá, Peru, México, Bolívia, Argentina, África do Sul, Zâmbia, Espanha, Suécia, Alemanha, Itália e Sérvia, sendo os principais produtores os Estados Unidos, Austrália, Canadá, Peru e México
| 1.  | China          | 2 000 |
| 2.  | Austrália      | 509   |
| 3.  | Peru           | 308   |
| 4.  | Estados Unidos | 274   |
| 5.  | México         | 259   |
| 6.  | Rússia         | 230   |
| 7.  | Índia          | 200   |
| 8.  | Bolívia        | 88    |
| 9.  | Turquia        | 71    |
| 10. | Suécia         | 69    |

Fonte: USGS.

## Isótopos
O chumbo tem 4 isótopos naturais estáveis que, com a respectiva abundância natural, são: Pb-204 (1,4%), Pb-206 (24,1%), Pb-207 (22,1%) e Pb-208 (52,4%). O Pb-206, Pb-207 e o Pb-208 são os produtos finais de uma complexa cadeia de decaimento que se inicia com o U-238, U-235 e Th- 232, respectivamente. As correspondentes meias-vida destes esquemas de decaimento são: 4,47 x 109, 7,04 x 108 e 1,4 x 1010 anos, respectivamente. Cada um deles é documentado em relação ao 204Pb, o único isótopo natural radioativo, que devido a sua longa meia-vida pode ser considerado estável. As escalas de relações isotópicas para a maioria de materiais naturais são 14.0-30.0 para Pb-206/Pb-204, 15,0-17,0 para Pb-207/Pb-204 e 35,0-50,0 para Pb-208/Pb-204, embora numerosos exemplos fora destas escalas sejam relatados na literatura.

## Precauções
O chumbo pode ser encontrado na água potável através da corrosão de encanamentos de chumbo. Isto é comum de ocorrer quando a água é ligeiramente ácida Este é um dos motivos para os sistemas de tratamento de águas públicas ajustarem o pH das águas para uso doméstico. O chumbo não apresenta nenhuma função essencial conhecida no corpo humano. É extremamente danoso quando absorvido pelo organismo através da comida, ar ou água.
O chumbo pode causar vários efeitos indesejáveis, tais como:
- Perturbação da biossíntese da hemoglobina e anemia;
- Aumento da pressão sanguínea;
- Danos aos rins;
- Abortos;
- Alterações no sistema nervoso;
- Danos ao cérebro;
- Diminuição da fertilidade do homem através de danos ao esperma;
- Diminuição da aprendizagem em crianças;
- Modificações no comportamento das crianças, como agressão, impulsividade e hipersensibilidade.

O chumbo pode atingir o feto através da placenta da mãe, podendo causar sérios danos ao sistema nervoso e ao cérebro da criança.
O seu uso durante o Império Romano em encanamentos de água (e seu sal orgânico, acetato de chumbo, conhecido como “açúcar de chumbo”, usado como adoçante em vinhos) é considerado por alguns como causa da demência que afetou muitos dos imperadores romanos.
Devido à elevada toxicidade do chumbo e dos seus compostos, ações para prevenir e reparar contaminações ambientais são comuns nos tempos atuais. Materiais e dispositivos que contém chumbo não podem ser descartados ao ambiente. Devem ser reciclados.
A reciclagem por sua vez trata-se de um processo com desafios muito grandes a serem enfrentados diante dos resíduos gerados durante o processo de reciclagem. No caso da reciclagem das baterias de automóveis, por exemplo, primeiro os componentes das baterias (plástico e metal) são separados hidraulicamente. Depois, o metal é fundido.
Ao longo desse trabalho, ocorrem emissões de gases e efluentes, ambos contaminados com o chumbo. Muito tem-se desenvolvido para reduzir ao máximo essas contaminações e minimizar o impacto desse processo. Também ocorre a geração de escória ao longo do processo. Estima-se que de cada tonelada de metal reaproveitada são gerados cerca de 150 a 300 kg de resíduo sólido contaminado com chumbo. Uma das opções que se tem pensado como solução para este segundo caso é o uso deste resíduo no lugar da brita após tratamento adicional de imobilização do metal.

## Toxicologia

### Vias de exposição
As principais vias de exposição são a oral, anal, inalatória, cutânea e genital. A ingestão é a principal via de exposição para a população em geral, sendo especialmente importante nas crianças. No caso da exposição ocupacional a via de maior importância é a inalação. Contudo, os efeitos tóxicos são os mesmos, qualquer que seja a via de exposição. A via cutânea tem apenas um papel importante na exposição ao chumbo orgânico.
Outra via de exposição que pode influenciar os níveis de chumbo na corrente sanguínea é a endógena. Uma vez absorvido, o chumbo pode ser armazenado no tecido mineralizado (ossos e dentes) por longos períodos. Quando há necessidades de cálcio esse chumbo pode ser novamente libertado na corrente sanguínea; isto acontece sobretudo na gravidez, lactação e osteoporose e é especialmente perigoso para o feto em desenvolvimento.

### Toxicocinética
A absorção do chumbo depende do estado físico e químico do metal e é influenciada pela idade, estado fisiológico e nutricional e factores genéticos. Nos adultos, 5 a 15% do chumbo ingerido é absorvido no trato gastrointestinal, enquanto nas crianças essa absorção pode ultrapassar os 50%. A absorção de partículas de chumbo após inalação envolve a deposição das partículas no tracto respiratório e a sua absorção e libertação para a circulação. A via de absorção tem pouco efeito na distribuição do chumbo. O chumbo absorvido é transportado pelo sangue e distribuído por três compartimentos:
- Sangue;
- Tecidos mineralizados (ossos e dentes);
- Tecidos moles (fígado, rins, pulmões, cérebro, baço, músculos e coração).

Mais de 90% do chumbo no sangue encontra-se nos glóbulos vermelhos. O tempo de semi-vida do chumbo no sangue varia entre 28 a 36 dias. Os ossos e dentes dos adultos contêm cerca de 94% da quantidade total de chumbo no organismo; nas crianças, esta quantidade é de aproximadamente 73%. As maiores acumulações de chumbo nos tecidos moles encontram-se no fígado e rins. O tempo de semi-vida do chumbo nos tecidos moles é de 40 dias. O chumbo orgânico pode ser metabolizado a chumbo inorgânico pelo sistema hepático citocromo P450. O chumbo inorgânico não é metabolizado, no entanto pode sofrer conjugação com a glutationa. Depois da ingestão, aproximadamente 90% do chumbo que não é absorvido pela via gastrointestinal é excretado nas fezes. O chumbo absorvido é maioritariamente excretado na urina (ocorre reabsorção tubular) – excreção urinária (76%) – e bílis – excreção biliar (25-30%). A excreção do chumbo pelo suor, cabelo e unhas (8%) é possível mas de pouca importância. Geralmente a excreção do chumbo é extremamente lenta o que favorece a sua acumulação no organismo.

### Mecanismos de toxicidade
Dos vários órgãos afectados pelo chumbo o mais importante é o sistema nervoso central (SNC). Muita da sua toxicidade no SNC pode ser atribuída à alteração de enzimas e proteínas estruturais, mas existem outros alvos. O chumbo é um cátion (catião) divalente que se liga aos grupos sulfidrilo das proteínas e interfere com a formação da mielina, a integridade da barreira hematoencefálica, a síntese de colagénio e a permeabilidade vascular. Em doses elevadas pode levar a edema e hemorragia cerebrais.
No cérebro, o cálcio é um componente crítico de numerosas funções bioquímicas e metabólicas e o chumbo tem a capacidade de mimetizar e competir com o cálcio alterando essas funções: bloqueia a entrada de cálcio para os terminais nervosos, inibe as ATPases do cálcio, sódio e potássio, afectando o transporte membranar, inibe a utilização de cálcio pelas mitocôndrias diminuindo a produção de energia essencial às funções cerebrais e interfere com os receptores do cálcio acoplados a segundos mensageiros. Normalmente o cálcio induz uma mudança conformacional na calmodulina, convertendo-a na sua forma activa; o chumbo activa de forma inapropriada a calmodulina, podendo alterar as vias relacionadas com o cAMP. O chumbo activa a proteocinase C, a qual está envolvida em muitos processos importantes para a transmissão sináptica como a síntese de neurotransmissores, interacções ligando-receptor e ramificação dendrítica.
O chumbo induz uma anemia microcítica hipocrómica frequentemente observada em crianças e que é morfologicamente semelhante à que resulta da deficiência em ferro. Esta anemia resulta de dois factores: diminuição do tempo de semi-vida dos eritrócitos e inibição da síntese do heme.
A diminuição do tempo de semivida dos eritrócitos deve-se possivelmente ao aumento da fragilidade mecânica das membranas celulares.
O chumbo é um potente inibidor da enzima ácido delta aminolevulínico desidratase (ALA-D), da coproporfirinogénio oxidase e da ferroquelatase, enzimas que catalizam, respectivamente, o segundo, sexto e último passos da biossíntese do heme.A inibição de ALA-D aumenta os níveis do ácido delta aminolevulínico (ALA-U) na urina. A ALA-D é uma enzima octamérica contendo zinco que catalisa a condensação de duas moléculas do ácido 5-aminolevulínico (ALA) numa molécula de monopirrol porfobilinogénio (PBG). O chumbo desloca o zinco do local activo da enzima. A inactivação da ALAD resulta na acumulação do ALA, responsável por um efeito neuropatogénico ao actuar como agonista dos receptores GABA no SNC (diminui a libertação de GABA por inibição pré-sináptica).
A ALAD, que é codificada por um gene localizado na região cromossómica 9q34, é uma enzima polimórfica com dois alelos, ALAD1 e ALAD2. Da expressão dos genes da ALAD1 e ALAD2 resultam três fenótipos diferentes: ALAD1-1, 1-2 e 2-2. Em alguns estudos verificou-se que os indivíduos com o fenótipo 1-2 ou 2-2 exibiam níveis sanguíneos de chumbo mais elevados do que os indivíduos homozigóticos para o alelo ALAD1. Estas evidências sugerem que a ALAD2 é determinante para aumentar a susceptibilidade à toxicidade do chumbo.
O chumbo inibe a pirimidina 5’ nucleotidase resultando numa acumulação de nucleótidos e consequente hemólise e anemia.
Nas células o chumbo liga-se a uma variedade de proteínas, algumas das quais têm sido implicadas na sua toxicidade. A formação de corpos de inclusão intranucleares no túbulo proximal renal é uma das características da nefrotoxicidade do chumbo. Outra dessas características é a alteração da estrutura das mitocôndrias das células do túbulo proximal renal. O chumbo entra na mitocôndria como substrato do transportador de cálcio, interferindo com o metabolismo energético e favorecendo a formação de radicais livres que levam ao stress oxidativo. Por promover a abertura do poro de permeabilidade transitória leva à libertação do citocromo C para o citoplasma activando a morte celular por apoptose.

### Efeitos tóxicos
O chumbo é um dos mais perigosos metais tóxicos pela quantidade e severidade dos seus efeitos. É classicamente uma toxina crónica, sendo observados poucos efeitos após uma exposição aguda a níveis relativamente baixos. A toxicidade induzida pelo chumbo vai depender não só da dose e duração da exposição mas também da idade do indivíduo exposto, estado de saúde e estado nutricional. Enquanto as crianças são mais sensíveis aos efeitos do chumbo no sistema nervoso central, nos adultos as preocupações centram-se na neuropatia periférica, nefropatia crónica e hipertensão.
Pode ter efeitos no sangue, medula óssea, sistema nervoso central e periférico e rins, resultando em anemia, inapetência (anorexia), encefalopatia, dores de cabeça; dificuldade de concentração e memorização, depressão, tonturas, sonolência, fadiga, irritabilidade, cólicas abdominais e dores musculares, dores nas articulações, insuficiência renal e hipertensão; é tóxico para a reprodução e desenvolvimento humanos. A exposição das crianças, mesmo a níveis baixos de chumbo, pode ao longo do tempo provocar redução do QI, dificuldades de aprendizagem ou problemas de comportamento. As mulheres grávidas devem ter especial cuidado porque o feto em desenvolvimento é muito sensível aos efeitos da exposição ao chumbo. Chumbo inorgânico ataca com maior violência os ossos, enquanto o chumbo orgânico, por ser mais lipossolúvel que o anterior, causa distúrbios de ordem neurológica. O aumento do chumbo no sangue é progressivo e lento, sendo que não é normal aumentos com mais de 40% de diferença em um período inferior a 30 dias, podendo neste caso caracterizar contaminação por ingestão direta. Na instrução normativa Nº 15, de 3 de fevereiro de 2000 do INSS, é citado que cessada a exposição os níveis de chumbo no sangue tendem a cair e normalizar em no máximo 6 meses.
| Alimento              | In natura (mg/kg) | Industrializado (mg/kg) |
| --------------------- | ----------------- | ----------------------- |
| Aves                  | 0,20              | 1,00                    |
| Carnes                | 0,50              | 1,00                    |
| Pescado               | 2,00              | 2,00                    |
| Ovos                  | 0,10              | 0,20                    |
| Bulbos                | 0,50              | 0,50                    |
| Raízes e tubérculos   | 0,50              | 0,50                    |
| Oleaginosas           | 0,20              | 0,20                    |
| Chocolate não adoçado | -                 | 2,00                    |
| Café torrado e moído  | -                 | 1,00                    |
| Alimento infantil     | -                 | 0,20                    |